# Vietteella
Vietteella is een geslacht van vlinders van de familie tandvlinders (Notodontidae), uit de onderfamilie Notodontinae.

## Soorten
- V. madagascariensis (Draeseke, 1937)
- V. nigrilineata Kiriakoff, 1969